# 松鼠鳜鱼

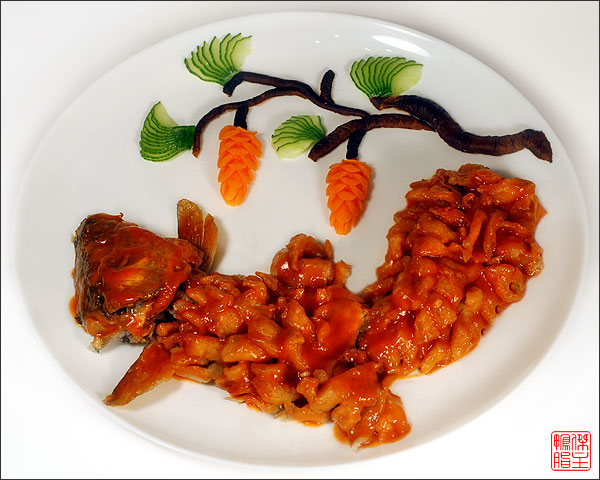
松鼠鳜鱼

松鼠鱖鱼，也可寫成松鼠桂魚、松子桂魚，是一道源自中国江苏苏州的番茄汁油炸魚的菜餚。
以鳜鱼为原料，经去骨、剖花、炸製，呈松鼠状，再浇上糖醋汁而成。该菜式口味鲜甜、口感脆嫩。現在蘇州以外地方亦用黃花魚代替鱖魚，稱為松鼠黃魚。

## 起源
- 传说典故一

相传清代乾隆皇帝下江南，曾微服至苏州松鹤楼菜馆用膳，厨师用鲤鱼出骨，在鱼肉上刻花纹，加调味稍腌后，拖上蛋黄糊，入热油锅嫩炸成熟后，浇上熬热的糖醋卤汁，形状似鼠，外脆裡嫩，酸甜可口，乾隆皇帝吃后很满意。后来苏州官府传出乾隆在松鹤楼吃鱼的事，此菜便名扬苏州 。
- 传说典故二

乾隆帝某次南巡至苏州，微服私出来到松鹤楼，要吃供桌上的元宝鱼（即鲤鱼）。店主无奈，为避让宰杀「神鱼」之罪，遂把鱼烹制成松鼠状，一方面又巧与店招牌中松字相联。乾隆食后甚是满意。因民间常以「鲤鱼跳龙门」来表示吉祥喜庆，因此后来就改用鳜鱼。